# Astana
Astana [astaˈna], deutsch auch [asˈtaːna] (kasachisch und russisch Астана; Астана ist auch das kasachische Wort für Hauptstadt) ist seit dem 10. Dezember 1997 die Hauptstadt Kasachstans. Sie befindet sich im nördlichen Teil des Landes inmitten der Kasachischen Steppe am Ufer des Flusses Ischim. Mit 1.528.887 Einwohnern (Stand 1. Januar 2025) ist sie nach Almaty die zweitgrößte Stadt des Landes.
Die Stadt wurde 1830 als russische Festung gegründet. In den 1950er Jahren wurde der Ort zum Zentrum der sowjetischen Neulandkampagne zur Gewinnung von landwirtschaftlichen Anbauflächen. Dies führte dazu, dass sich das Stadtbild veränderte und die Entwicklung der Stadt vorangetrieben wurde. Nach der Unabhängigkeit Kasachstans von der Sowjetunion wurde eine Verlegung der Hauptstadt beschlossen und die Stadt somit am 10. Dezember 1997 zur Planhauptstadt. Im Süden der Stadt entstand daraufhin ein modernes Regierungsviertel mit markanten Bauwerken wie dem Bajterek-Turm, dem Khan Shatyr oder der Pyramide des Friedens und der Eintracht.

## Entwicklung des Ortsnamens
Die Stadt hat in jüngster Vergangenheit mehrmals ihren Namen gewechselt. So hieß sie bis 1961 Ақмолинск Akmolinsk, von kasachisch Ақмола Aqmola „weiße Grabstätte“, von 1961 bis 1991 Целиноград Zelinograd, von russisch целина (zelina) „Neuland“, von 1992 bis 1998 Aqmola, ab dann Астана Astana, kasachisch für „Hauptstadt“.
Von 2019 bis 2022 hieß die Stadt zu Ehren des langjährigen Präsidenten Kasachstans Nursultan Nasarbajew Нур-Султан Nur-Sultan. Am 17. September 2022 unterzeichnete Kasachstans Präsident Toqajew ein verfassungsänderndes Dekret, mit dem die Rückbenennung in Astana vollzogen wurde (Details siehe Abschnitt „Geschichte“).

## Geografie

### Geografische Lage
Der Ort liegt in einer großräumigen Steppenlandschaft im Übergangsbereich zwischen dem russisch geprägten Norden Kasachstans und dem extrem dünn besiedelten Landeszentrum am Fluss Ischim. Die älteren Stadtviertel liegen nördlich des Flusses, während die neuen Stadtviertel vor allem südlich des Ischim angelegt wurden.

### Stadtgliederung

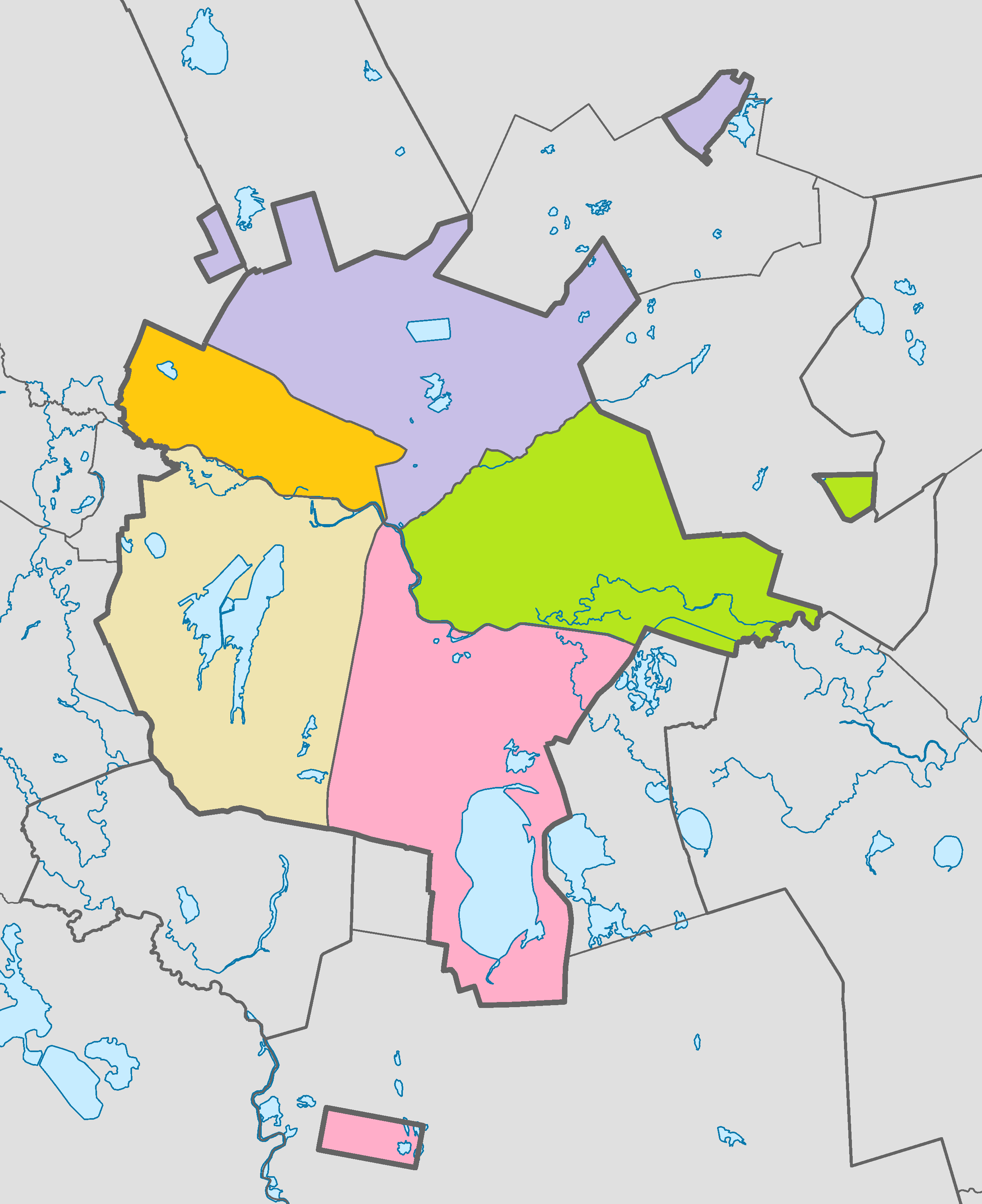
Stadtbezirke von Astana (2023)

Die Stadt kann geografisch in verschiedene Gebiete eingeteilt werden. Nördlich der Eisenbahn, welche den Norden der Stadt in ost-westlicher Richtung durchquert, befinden sich Industrie- und ärmere Wohnviertel. Zwischen der Eisenbahnlinie und dem Fluss Ischim befindet sich die Innenstadt, in der aktuell eine rege Bautätigkeit herrscht. Westlich und östlich davon schließen sich gehobenere Wohnviertel an. Südlich des Ischim befinden sich Parks und das neue Regierungsviertel. Hier sind ebenfalls viele große Bauprojekte im Entstehen, so zum Beispiel der Bau eines Diplomatenviertels, verschiedener Regierungsgebäude und einer repräsentativen Uferpromenade. Bis 2030 sollen diese Stadtteile vollendet sein. Astanas Chefplaner, Wladimir Laptew, will ein Berlin in eurasischer Version erbauen. Gelegentlich wird auch eine Parallele zu Ankara gezogen, welche nach Gründung der modernen Türkei Hauptstadt wurde. Eine reine Verwaltungs-Hauptstadt wie Brasília oder Canberra ist nicht das Ziel der Stadtplaner.
| Verwaltungsbezirk     | Kasachischer Name | Russischer Name     | Einwohner | Fläche [km²] |
| --------------------- | ----------------- | ------------------- | --------- | ------------ |
| Almaty                | Алматы ауданы     | Алматинский район   | 409.968   | 85,18        |
| Baikonur              | Байқоңыр ауданы   | Байконурский район  | 227.062   | 181,29       |
| Jessil                | Есіл ауданы       | Есильский район     | 293.511   | 200,22       |
| Saryarqa              | Сарыарқа ауданы   | Сарыаркинский район | 351.604   | 67,75        |
| Nura                  | Нұра ауданы       | Нуринский район     | 246.742   | 193,36       |
| Saraischyq            | Сарайшық ауданы   |                     |           | 69,53        |
| Astana                | Astana            | Astana              | 1.528.887 | 797,3        |
| Stand: 1. Januar 2025 |                   |                     |           |              |

### Klima
Astana gilt klimatisch nach Ulaanbaatar als die zweitkälteste Hauptstadt der Welt; sie wird vom Kontinentalklima geprägt. Die Winde aus Nordsibirien gelangen in den Wintermonaten aufgrund fehlender geografischer Barrieren nahezu ungebremst nach Nord- und Zentralkasachstan. Die winterliche Durchschnittstemperatur beträgt ca. −15 Grad Celsius mit vereinzelten Nachtfrösten bis −40 Grad Celsius. Das absolute Temperaturminimum liegt bei −51,6 Grad Celsius. Dagegen sind im Sommer Spitzentemperaturen von über 35 Grad Celsius zu verzeichnen.
|                        | Jan   | Feb   | Mär   | Apr  | Mai  | Jun  | Jul  | Aug  | Sep  | Okt  | Nov  | Dez   |   |      |
| Mittl. Temperatur (°C) | −15   | −15,2 | −8,8  | 5,1  | 13,3 | 19,3 | 20,9 | 18,1 | 12,1 | 3,7  | −6,3 | −12   | ⌀ | 3    |
| Mittl. Tagesmax. (°C)  | −10,5 | −10,3 | −4,1  | 10,7 | 19,7 | 25,7 | 27,0 | 24,5 | 18,5 | 8,9  | −2,3 | −7,9  | ⌀ | 8,4  |
| Mittl. Tagesmin. (°C)  | −19,3 | −19,7 | −13,3 | 0,2  | 7,2  | 12,9 | 15,1 | 12,0 | 6,4  | −0,6 | −10  | −16,1 | ⌀ | −2   |
|                        |       |       |       |      |      |      |      |      |      |      |      |       |   |      |
| Niederschlag (mm)      | 18    | 14    | 14    | 22   | 34   | 36   | 49   | 29   | 22   | 26   | 23   | 20    | Σ | 307  |
|                        |       |       |       |      |      |      |      |      |      |      |      |       |   |      |
| Sonnenstunden (h/d)    | 2,7   | 4,1   | 4,9   | 7,0  | 8,9  | 10,2 | 9,8  | 8,6  | 6,9  | 4,0  | 2,4  | 2,1   | ⌀ | 6    |
|                        |       |       |       |      |      |      |      |      |      |      |      |       |   |      |
| Regentage (d)          | 7     | 4     | 4     | 4    | 6    | 8    | 6    | 7    | 5    | 7    | 6    | 6     | Σ | 70   |
|                        |       |       |       |      |      |      |      |      |      |      |      |       |   |      |
| Luftfeuchtigkeit (%)   | 81    | 81    | 82    | 71   | 56   | 55   | 58   | 60   | 63   | 73   | 82   | 83    | ⌀ | 70,4 |

| −19,3 |

| −19,7 |

| −13,3 |

| 0,2 |

| 7,2 |

| 12,9 |

| 15,1 |

| 12,0 |

| 6,4 |

| −0,6 |

| −10 |

| −16,1 |

| −19,3 |

| −19,7 |

| −13,3 |

| 0,2 |

| 7,2 |

| 12,9 |

| 15,1 |

| 12,0 |

| 6,4 |

| −0,6 |

| −10 |

| −16,1 |

## Bevölkerung
| Ethnie          | 1989        | 1989     | 1999        | 1999     | 2012        | 2012     |
| Ethnie          | Bevölkerung | Anteil   | Bevölkerung | Anteil   | Bevölkerung | Anteil   |
| --------------- | ----------- | -------- | ----------- | -------- | ----------- | -------- |
| Kasachen        | 49.798      | 17,71 %  | 133.585     | 41,83 %  | 480.815     | 66,80 %  |
| Russen          | 152.147     | 54,10 %  | 129.480     | 40,55 %  | 188.928     | 23,35 %  |
| Ukrainer        | 26.054      | 9,26 %   | 18.070      | 5,66 %   | 13.453      | 1,81 %   |
| Tataren         | 9.339       | 3,32 %   | 8.286       | 2,59 %   | 9.937       | 1,34 %   |
| Deutsche        | 18.913      | 6,72 %   | 9.591       | 3,00 %   | 7.930       | 1,07 %   |
| Belarussen      | 8.220       | 2,92 %   | 5.761       | 1,80 %   | 3.834       | 0,52 %   |
| Koreaner        | 1.329       | 0,47 %   | 2.028       | 0,64 %   | 4.981       | 0,67 %   |
| Usbeken         | 640         | 0,23 %   | 429         | 0,13 %   | 8.166       | 1,10 %   |
| Polen           | 2.762       | 0,98 %   | 2.537       | 0,79 %   | 2.412       | 0,32 %   |
| Inguschen       | 1.889       | 0,67 %   | 1.822       | 0,57 %   | 2.732       | 0,30 %   |
| Aserbaidschaner | 997         | 0,35 %   | 902         | 0,28 %   | 2.978       | 0,40 %   |
| Kirgisen        | 94          | 0,03 %   | 196         | 0,06 %   | 1.808       | 0,20 %   |
| Tschetschenen   | 514         | 0,18 %   | 752         | 0,24 %   | 1.063       | 0,14 %   |
| Baschkiren      | 1.187       | 0,42 %   | 870         | 0,27 %   | 1.009       | 0,14 %   |
| Armenier        | 814         | 0,29 %   | 576         | 0,18 %   | 790         | 0,10 %   |
| Moldauer        | 1.004       | 0,36 %   | 629         | 0,20 %   | 700         | 0,09 %   |
| Uiguren         | 53          | 0,02 %   | 161         | 0,05 %   | 881         | 0,12 %   |
| andere          | 5.498       | 1,64 %   | 3.649       | 0,83 %   | 8.711       | 0,90 %   |
| Gesamt          | 281.252     | 100,00 % | 319.324     | 100,00 % | 742.918     | 100,00 % |

### Einwohnerentwicklung
| Jahr  | Einwohner |
| ----- | --------- |
| 1939¹ | 33.209    |
| 1945  | 69.400    |
| 1959¹ | 102.276   |
| 1970¹ | 179.514   |
| 1979¹ | 233.638   |
| 1989¹ | 277.365   |
| 1992  | 298.700   |

| Jahr  | Einwohner |
| ----- | --------- |
| 1993  | 292.200   |
| 1994  | 294.600   |
| 1995  | 293.200   |
| 1996  | 289.700   |
| 1997  | 287.200   |
| 1998  | 300.500   |
| 1999¹ | 328.341   |

| Jahr | Einwohner |
| ---- | --------- |
| 2000 | 380.990   |
| 2001 | 440.209   |
| 2002 | 493.062   |
| 2003 | 501.998   |
| 2004 | 510.533   |
| 2005 | 529.335   |
| 2006 | 550.438   |

| Jahr  | Einwohner |
| ----- | --------- |
| 2007  | 574.448   |
| 2008  | 602.684   |
| 2009¹ | 613.006   |
| 2010  | 649.146   |
| 2011  | 697.156   |
| 2012  | 742.884   |
| 2013  | 778.198   |

| Jahr | Einwohner |
| ---- | --------- |
| 2014 | 814.401   |
| 2015 | 852.882   |
| 2016 | 872.655   |
| 2017 | 972.672   |
| 2018 | 1.032.475 |
| 2019 | 1.078.362 |
| 2020 | 1.136.008 |

| Jahr | Einwohner |
| ---- | --------- |
| 2021 | 1.184.411 |
| 2022 | 1.295.711 |
| 2023 | 1.354.556 |
| 2024 | 1.430.417 |
| 2025 | 1.528.703 |

¹ Volkszählungsergebnis

## Geschichte

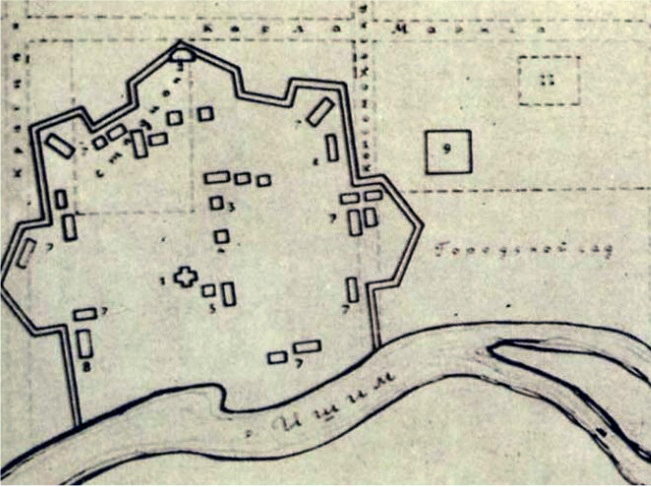
Plan der Festung Akmolinsk

### Gründung bis Zweiter Weltkrieg
Spuren skythischer Besiedlung finden sich im Grab des Sonnenherrschers (vor etwa 2500 Jahren).
Die Stadt wurde 1830 als russische Festung Akmolinsk gegründet (von kasachisch Aqmola (Ақмола), ‚weißes Heiligtum‘, aber auch ‚weißes Grab‘ für einen nahe gelegenen Platz, an dem heller Kalkstein zutage tritt). Lange Zeit fungierte sie nur als Fort in der kasachischen Steppe. Die Bedeutung der Stadt wuchs Ende des 19. und Anfang des 20. Jahrhunderts, als Akmolinsk ein Eisenbahnknotenpunkt an der Turksib wurde. Dies führte zur ersten wirtschaftlichen Blüte der Stadt, die bis zum Russischen Bürgerkrieg anhielt. Dieser betraf auch das Gebiet des heutigen Nordkasachstans und damit auch Akmolinsk.
In Akmolinsk bestand das Kriegsgefangenenlager 330 für deutsche Kriegsgefangene des Zweiten Weltkriegs.

### Stadterweiterung im 20. Jahrhundert
Als Nikita Chruschtschow in den 1950er Jahren ein Mammutprojekt startete, um die nordkasachische Steppe in eine zweite Kornkammer der Sowjetunion zu verwandeln, wurde die Stadt zur Hauptstadt dieser sogenannten Neuland-Region (Целинный край / Zelinny krai) und 1961 in Zelinograd umbenannt. Der hohe Anteil an russischer Bevölkerung in dieser Gegend, der zu ethnischen Spannungen geführt hat, lässt sich auf den Zuzug von Landarbeitern in dieser Zeit zurückführen. In der Umgebung der Stadt wurden daneben viele Russlanddeutsche angesiedelt, die vorher unter der Herrschaft Josef Stalins deportiert worden waren.

### Hauptstadt
Nachdem Kasachstan mit dem Zerfall der Sowjetunion die Unabhängigkeit erlangt hatte, wurden die Stadt und ihre Region 1992 nach dem ursprünglichen Namen in Aqmola umbenannt und 1994 als zukünftige Hauptstadt nominiert. Nach der Verlegung der Hauptstadt von Almaty nach Aqmola am 10. Dezember 1997 wurde die Stadt am 6. Mai 1998 abermals umbenannt und erhielt den Namen Astana. Der Grund für die Verlegung der Hauptstadt bestand neben der hohen Erdbebengefahr in Almaty vor allem darin, dass die kasachische Regierung unter Nursultan Nasarbajew hoffte, durch diesen Schritt eventuellen separatistischen Tendenzen der mehrheitlich von Russen bewohnten Gebiete im Nordosten des Landes besser entgegentreten zu können. Des Weiteren wurden Astana die besten Entwicklungsmöglichkeiten – resultierend aus möglichen Bebauungsflächen und Verkehrsinfrastruktur – prognostiziert. Schließlich war der Umzug – was in Kasachstan eher hinter vorgehaltener Hand erwähnt wird – durch einen Interessen- und Machtausgleich zwischen den drei traditionellen kasachischen Stammesföderationen der Großen Horde im städtisch geprägten Süden – der der ehemalige Präsident Nasarbajew angehört –, der Mittleren Horde im zentralen und östlichen Kasachstan, in deren Gebiet Astana liegt, und der in der erdöl- und gasreichen Kaspischen Senke im Westen Kasachstans ansässigen Kleinen Horde bedingt. Seit Astana als Hauptstadt fungiert, erlebt die Stadt ein starkes Wirtschaftswachstum. Damit einhergehend sind ein starkes Bevölkerungswachstum und eine hohe Bautätigkeit.
Am 23. März 2019 wurde die Stadt zu Ehren des langjährigen Präsidenten Kasachstans, Nursultan Nasarbajew, in Nur-Sultan umbenannt. Die Umbenennung erfolgte auf Vorschlag seines Nachfolgers Qassym-Schomart Toqajew. Im September 2022 willigte er aber ein, den Namen der kasachischen Hauptstadt zurück in Astana zu ändern.

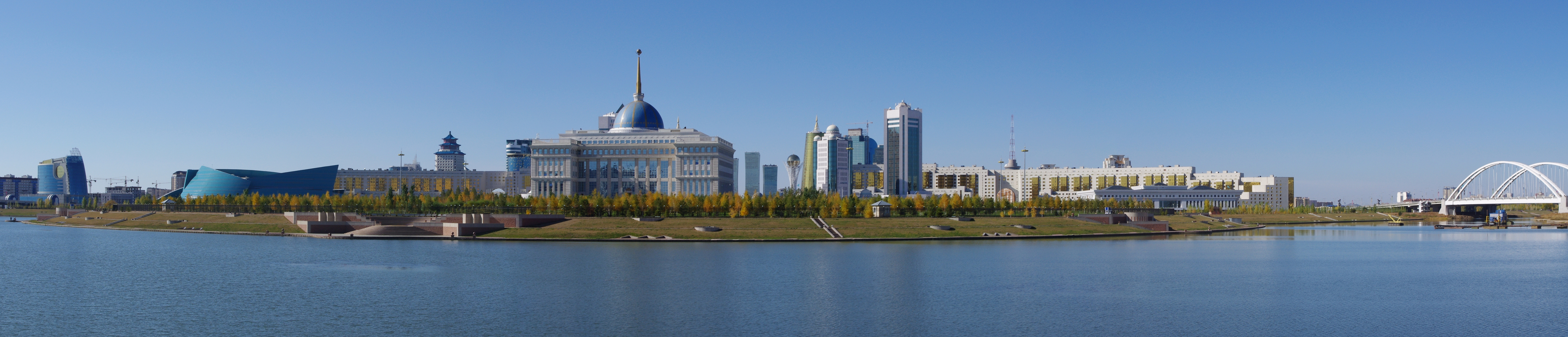
Panorama des modernen Regierungsviertels und Geschäftszentrums von Astana.
Von links nach rechts befinden sich die Zentrale Konzerthalle Kasachstan, der Ak-Orda-Präsidentenpalast, dahinter in der Ferne der Bajterek-Turm, rechts daneben weitere moderne Wolkenkratzer

## Politik

### Bürgermeister
Bürgermeister (Äkim) von Astana ist seit Dezember 2022 Schengis Qassymbek. Während sowjetischer Zeit stand der Stadtverwaltung der Vorsitzende des Exekutivausschusses vor. Nachfolgend die Bürgermeister der Stadt seit 1992:
- Amanschol Bölekpajew (1992–1997)
- Ädilbek Schaqsybekow (1997–2003)
- Temirchan Dosmuchambetow (2003–2004)
- Ömirsaq Schökejew (2004–2006)
- Asqar Mamin (2006–2008)
- Imanghali Tasmaghambetow (2008–2014)
- Ädilbek Schaqsybekow (2014–2016)
- Ässet Issekeschew (2016–2018)
- Baqyt Sultanow (2018–2019)
- Altai Kölginow (2019–2022)
- Schengis Qassymbek (seit 2022)

### Wappen und Flagge
| Geplantes Wappen der Stadt Akmolinsk aus dem Jahr 1868 | Wappen der Stadt Zelinograd in der Sowjetunion | Wappen und Flagge der Stadt Astana 1998–2008 | Wappen und Flagge der Stadt Astana 2008–2019, seit 2022 | Wappen und Flagge der Stadt Nur-Sultan 2019–2022 |
|                                                        |                                                |                                              |                                                         |                                                  |

Das aktuelle Wappen von Astana wurde vom kasachischen Präsidenten Nursultan Nasarbajew entworfen und am 5. Juni 2008 eingeführt. Die beiden zentralen Motive des Wappens sind Bäiterek (kasachisch Бәйтерек) und Schangyraq (kasachisch шаңырақ). Dabei ist Bajterek, Bezeichnung für den Baum des Lebens bei den Turkvölkern, die Personifizierung des Universums und Schangyrak, die Krone einer kasachischen Jurte, stellt den Übergangspunkt von der unendlichen Weite des Universums zum eigenen Haus dar. Am unteren Ende von Bäiterek findet sich eine stilisierte Darstellung des mythischen Vogels Simorgh mit ausgebreiteten Flügeln, für den in Kasachstan der Name Samruk verwendet wird. Das Wappen der Stadt ist in zwei Ringe aufgeteilt: Der äußere Ring steht für die Geschichte der Großen Steppe. Die rote Farbe geht auf die reinigende Kraft des Feuers zurück, das von den Türken als unverzichtbares Element angesehen wurde und mit Geburt, Wachstum und Entwicklung in Verbindung gebracht wurde. Die rote Grenze symbolisiert auch die feurigen Tore, die man durchquert, um den Geist zu reinigen und mit Kraft gefüllt zu werden. Der innere Ring in der Farbe Azurblau, die auch für die Flagge Kasachstans verwendet wird, steht für die Unabhängigkeit des modernen Kasachstan. An beiden Seiten der Inschrift des Stadtnamens befinden sich im roten Ring jeweils drei symmetrische Linien, die die Dachstangen (kasachisch Уық/uyq) des Schangyrak darstellen. Die Inschrift Астана (kasachisch und russisch für Astana) wurde durch Nur-Sultan (in lateinischer Schrift) ersetzt.

### Städtepartnerschaften
| Die Städtepartnerschaften Astanas | Die Städtepartnerschaften Astanas | Die Städtepartnerschaften Astanas | Die Städtepartnerschaften Astanas |
| --------------------------------- | --------------------------------- | --------------------------------- | --------------------------------- |
| Stadtwappen von Izmir             | Izmir                             | Türkei                            | 1994                              |
| Stadtwappen von Danzig            | Danzig                            | Polen                             | 1996                              |
| Stadtwappen von Kiew              | Kiew                              | Ukraine                           | 1998                              |
| Stadtwappen von Ankara            | Ankara                            | Türkei                            | 2001                              |
| Stadtwappen von Warschau          | Warschau                          | Polen                             | 2002                              |
| Stadtwappen von Kasan             | Kasan                             | Russland                          | 2004                              |
| Stadtwappen von Seoul             | Seoul                             | Südkorea                          | 2004                              |

| Die Städtepartnerschaften Astanas | Die Städtepartnerschaften Astanas | Die Städtepartnerschaften Astanas | Die Städtepartnerschaften Astanas |
| --------------------------------- | --------------------------------- | --------------------------------- | --------------------------------- |
| Stadtwappen von Tiflis            | Tiflis                            | Georgien                          | 2005                              |
|                                   | Peking                            | Volksrepublik China               | 2006                              |
| Stadtwappen von Moskau            | Moskau                            | Russland                          |                                   |
| Stadtwappen von Riga              | Riga                              | Lettland                          |                                   |
| Stadtwappen von Vilnius           | Vilnius                           | Litauen                           |                                   |
| Stadtwappen von Uşak              | Uşak                              | Türkei                            |                                   |
| Stadtwappen von Nusantara         | Nusantara                         | Indonesien                        | 2023                              |

## Kultur und Sehenswürdigkeiten

### Museen
Unter den Museen der Stadt befindet sich das Museum des ersten Präsidenten der Republik Kasachstan mit einer Sammlung von Waffen, Orden und Auszeichnungen des Präsidenten Nursultan Nasarbajew. In verschiedenen Ausstellungen werden auch Exponate gezeigt, die Einblicke in die kasachische Kultur geben.
In der Nähe des Flusses Ischim befindet sich das Freilichtmuseum Atameken. Auf gut zwei Hektar wurde hier ein Miniaturmodell Kasachstans und des Kaspischen Meeres geschaffen. Es werden Modelle kasachischer Sehenswürdigkeiten und einiger europäischer Bauwerke präsentiert.
Das Kulturzentrum des Präsidenten besteht aus einem Museum, einer Bibliothek und einem Konzertsaal. Es werden neben den Themengebieten Archäologie, Kunst und Geschichte Kasachstans einige weitere wissenschaftlich-kulturelle Themen behandelt.

### Bauwerke
Alte Gebäude sucht man in Astana vergeblich. Die Stadt wird zum einen von Gebäuden der Sowjetzeit geprägt – hier herrscht der Baustil der 1960er und 1970er Jahre vor –, zum anderen von Stadtvierteln, die entweder in den letzten Jahren entstanden sind oder umgebaut wurden. Das betrifft die Viertel südlich des Ischim, die im Rahmen des Regierungsumzuges entstanden sind. Nahezu alle bedeutenden Bauwerke der Stadt entstanden erst, nachdem die Stadt zur Hauptstadt Kasachstans erklärt wurde.
Die bekannten Bauwerke der Stadt befinden sich überwiegend im neuen Regierungsviertel der Stadt, das im Süden von Astana angelegt wurde. Im Zentrum des Regierungsviertels befindet sich der Nurschol-Boulevard, an dem zahlreiche Behörden, das kasachische Parlament und einige staatliche Unternehmen ihren Sitz haben. An ihm befindet sich auch der Bajterek-Turm, ein rund 100 Meter hoher Aussichtsturm in der Form eines mythologischen Lebensbaumes und Wahrzeichen der Stadt. An seinem westlichen Ende liegt das Khan Shatyr, eine Konstruktion in Form eines Zeltes. Darin befinden sich unter anderem ein Einkaufszentrum, ein Entertainmentcenter und ein Aquapark. Am östlichen Ende dieser Prachtstraße befindet sich am Flussufer der Ak-Orda-Palast, der Amtssitz des kasachischen Präsidenten. Der markante Bau, der mit italienischem Marmor verkleidet ist und eine Kuppel mit einer goldenen Antenne trägt, ist umgeben von einem groß angelegten Park. Direkt gegenüber, auf der anderen Seite des Ischim, befindet sich die Pyramide des Friedens und der Eintracht. Dieses pyramidenförmige Bauwerk, das vom britischen Architektenbüro Foster + Partners entworfen wurde, ist dauerhafter Tagungsort des Kongresses der Führer der Welt- und der traditionellen Religionen. Es ist konzipiert als Ort der für religiöse Verständigung, Abkehr von Gewalt und Förderung von Glaube und der Gleichheit der Menschen steht.
Seit der Jahrtausendwende entstanden in Astana auch zunehmend Wolkenkratzer. Das älteste Hochhaus der Stadt ist der 2001 vollendete Astana Tower. Die meisten Hochhäuser wurden am Nurschol-Boulevard errichtet. Dort befindet sich das 175 Meter hohe Railways Building, Sitz der Eisenbahngesellschaft Qasaqstan Temir Scholy, und der Transport Tower. Direkt neben dem Railways Building befindet sich der Komplex der Emerald Towers, der aus zwei Wolkenkratzern besteht. Emerald Towers 1 ist mit einer Höhe von 210 Metern das derzeit höchste Gebäude in Kasachstan. Der Komplex Northern Lights besteht aus drei Hochhäusern, von denen das höchste Gebäude eine Höhe von 180 Metern misst. Bereits seit 2010 entsteht südlich des Bajterek-Turms der Abu Dhabi Plaza, der durch die Vereinigten Arabischen Emirate finanziert wird. Mit einer Höhe von 311 Metern wird das Bauwerk das höchste Gebäude in Zentralasien sein. Die Fertigstellung wurde mehrmals verschoben und ist für das Jahr 2021 geplant.
Die neue russisch-orthodoxe Mariä-Entschlafens-Kathedrale wurde Anfang 2010 vom Patriarchen der russisch-orthodoxen Kirche Kyrill I. eingeweiht. Die Nur-Astana-Moschee war die größte Moschee Kasachstans, bis sie 2012 von der Hazrat-Sultan-Moschee abgelöst wurde. Außerdem befindet sich in Astana mit der Beit Rachel Synagoge die größte Synagoge Zentralasiens. 2022 wurde mit der Zentralmoschee eine neue Moschee eingeweiht, welche zu den größten der Welt gehört.
Astana richtete 2017 die Weltausstellung Expo 2017 aus.
2024 wurde im Palast der Unabhängigkeit das SCO-Gipfeltreffen ausgerichtet.

### Musik

Zentrale Konzerthalle Kasachstan

- Astana Symphony Orchestra gegründet 1998
- Zentrale Konzerthalle Kasachstan
- Astana Opera, erbaut von 2010 bis 2013

### Sport
Zwei große Fußballvereine sind bzw. waren in Astana beheimatet. Der Fußballklub FK Astana-1964 spielte in der zweithöchsten Spielklasse des Landes und wurde 2014 aufgelöst. Seine Heimspiele trug er im Kaschymukan-Munaitpassow-Stadion aus. FK Astana wurde erst 2009 durch die Fusion zweier Teams gegründet und ist in der kasachischen Premjer-Liga vertreten. Die Fußball-Heimspiele werden in der 2009 eröffneten und 30.000 Zuschauer fassenden Astana Arena ausgetragen.
Die Eishockeymannschaft Barys Astana ist eines der erfolgreichsten Teams Zentralasiens. Seit der Saison 2008/2009 nimmt sie am Spielbetrieb der Kontinentalen Hockey-Liga teil. Die Spielstätte der Mannschaft ist die 12.000 Zuschauer fassende Barys Arena.
Das Radsportteam Astana, das an der UCI ProTour teilnimmt, hat seit 2009 seinen Standort in Astana.
Die Basketballmannschaft BK Astana wurde 2011 neu gegründet und spielt neben der Kasachischen National League in der VTB-UL. Sie gewann 2012 die nationale Meisterschaft und den Pokal.
Seit 2011 existiert auch ein Rally Team Astana, das bei der Dakar Rally 2012 in der Klasse der Trucks den dritten Platz belegte.
Mit dem Ironman Kazakhstan wird hier seit 2020 ein Triathlon über die Ironman-Distanz (3,86 km Schwimmen, 180,2 km Radfahren und 42,195 km Laufen) ausgetragen.

## Wirtschaft und Infrastruktur

### Wirtschaft
Astana lebt vor allem von seiner Hauptstadtfunktion und den damit zusammenhängenden Wirtschaftszweigen. Durch die rege Bautätigkeit hat der Bausektor eine wichtige Bedeutung in der Stadt. Ein weiterer wichtiger Industriezweig ist die Lederverarbeitung. Das Stadtgebiet stellt eine Sonderwirtschaftszone dar. Die Umgebung wird großräumig landwirtschaftlich genutzt. In der Stadt wurde 2017 das  AIFC (Astana International Financial Centre) gegründet, wovon die Wertpapierbörse Astana International Exchange (AIX) einen teil darstellt.

### Verkehr
Astana liegt in der Mitte Kasachstans und hat dadurch eine Sonderstellung als Verkehrsknotenpunkt.

#### Eisenbahn
Astana ist ein wichtiger Verkehrsknotenpunkt im Eisenbahnverkehr sowohl in Nord-Süd- (von Petropawl nach Almaty und Taschkent) als auch in Ost-West-Richtung (von Moskau nach China).
Der Bahnhof von Astana wird von der staatlichen kasachischen Eisenbahngesellschaft Kasachstan Temir Scholy betrieben und ist einer der größten Bahnhöfe Kasachstans. Es bestehen täglich Verbindungen in kasachische Großstädte. Zugverbindungen ins Ausland bestehen vor allem nach Russland, aber auch in zentralasiatische Staaten und nach China.

#### Straße
Parallel zu den Eisenbahnstrecken verlaufen Hauptstraßen. Aufgrund der enormen Ausdehnung des Landes besitzt das Straßennetz nur Bedeutung für den regionalen Verkehr. In den nächsten Jahren sind weitere Schnellstraßen bzw. Autobahnen geplant. Die bislang einzige winter- und wetterfeste Autobahn Kasachstans verbindet Astana mit Kökschetau (A12, Teil der Europastraße 125).

#### Flugverkehr

Der Flughafen von Astana

Ca. 15 km südlich vom Stadtzentrum Astanas befindet sich der Flughafen von Astana, u. a. mit Verbindungen nach Europa, z. B. nach Wien, Frankfurt und Kiew.
Der Flughafen war für einige Jahre ein wichtiges Drehkreuz für die Flüge der Lufthansa Cargo nach Asien.
Von Deutschland aus fliegen Air Astana und Lufthansa von Frankfurt am Main non-stop nach Astana. Turkish Airlines fliegt von Istanbul nach Astana. Von der Ukraine aus fliegt Ukraine International Airlines non-stop nach Astana und Almaty.
In den nächsten Jahren soll etwa 15 km westlich von Astana ein neuer internationaler Flughafen gebaut werden.

#### Öffentlicher Personennahverkehr
Dem öffentlichen Personennahverkehr dienen Omnibuslinien sowie eine große Zahl Marschrutki. Der Verkehr von Oberleitungsbussen musste 2008 aufgegeben werden, nachdem die Stromrechnungen nicht mehr beglichen werden konnten. Mit Inbetriebnahme der Stadtbahn Astana soll ein neues Verkehrssystem eingeführt werden. Nach Vollendung aller vier Bauabschnitte wird das Liniennetz aus vier Linien bestehen, die durch das gesamte Stadtgebiet verlaufen.

### Unternehmen
In Astana befinden sich vor allem die Konzernzentralen kasachischer Staatsunternehmen. Die meisten Unternehmen Kasachstans, die nicht in staatlichem Besitz sind, sind in der ehemaligen Hauptstadt Almaty ansässig.
Das staatliche kasachische Mineralölunternehmen KazMunayGas hat seinen Hauptsitz in einem 18-stöckigen Gebäude im neuen Regierungsviertel der Stadt. Auch die beiden Tochterunternehmen KazTransOil und KazTransGas befinden sich in Astana. Neben Kasachstans größtem Transportunternehmen Kasachstan Temir Scholy, dessen Tochterunternehmen Kaztemirtrans und Kaztransservice hat auch die KazakhTelecom hier ihre Unternehmenszentrale. Das staatliche Medienunternehmen Nur Media befindet sich ebenfalls in Astana.
Kasachstans größter Automobilhändler Astana Motors befindet sich in Astana. Das Bergbauunternehmen Eurasian Natural Resources hat in Astana seine neue kasachische Konzernzentrale eingerichtet. Als einziges kasachisches Kreditinstitut hat die Tsesnabank ihren Unternehmenssitz in der Hauptstadt.

### Bildung
Die Stadt ist Sitz mehrerer Hochschulen und Universitäten. Die älteste Universität ist die Kasachische Agrartechnische Universität. Die landwirtschaftliche Hochschule gehört zu den besten Hochschulen Kasachstans und verfügt über neun Fakultäten, an denen mehr als 10.000 Studenten eingeschrieben sind. Eine weitere bedeutende Universität ist die Eurasische Nationale Universität. Sie wurde 1996 durch die Zusammenlegung zweier Hochschulen gegründet. Die Medizinische Universität Astana wurde 1964 gegründet. Die KAZGUU Närikbajew-Universität ist eine private Universität, die 1994 gegründet wurde. Die Nasarbajew-Universität wurde 2010 etabliert. Sie ist eine Forschungsuniversität mit vorwiegend internationalem Personal. An der Universität sind rund 5000 Studenten eingeschrieben.

## Söhne und Töchter der Stadt
- Alexander Kasanzew (1906–2002), Science-Fiction-Schriftsteller und Schachkomponist
- Tetjana Tarassowa-Kowalenko (* 1957), Eisschnellläuferin
- Michail Guzerijew (* 1958), russischer Unternehmer und Politiker
- Tölegen Sakarijanow (* 1961), Politiker
- Anatoli Chrapaty (1962–2008), Gewichtheber und Olympiasieger
- Asqar Mamin (* 1965), Politiker
- Kärim Mässimow (* 1965), Regierungschef Kasachstans
- Sergej Tcherepanov (* 1967), russischer Orgel- und Cembalodozent sowie Kirchenmusiker
- Jermek Marschyqpajew (* 1969), Politiker
- Eleonora Hummel (* 1970), deutsche Schriftstellerin
- Juri Kochanez (* 1972), kasachisch-russischer Eisschnellläufer
- Dmitri Posdnjakow (* 1972), Biathlet
- Alexander Kibalko (* 1973), kasachisch-russischer Eisschnellläufer
- Pawel Kozur (* 1974), Schachspieler und -trainer
- Christian Remchen (* 1976), Maler, Bildhauer, Architekt
- Igor Subrilin (* 1976), Skilangläufer
- Nurlan Ybyrajew (* 1977), Schachspieler und -schiedsrichter
- Konstantin Airich (* 1978), Schwergewichtsboxer
- Jana Haas (* 1979), deutsch-russische Autorin
- Därmen Säduaqassow (* 1979), Schachspieler
- Maxim Iglinski (* 1981), Radrennfahrer
- Dawid Lorija (* 1981), Fußballspieler
- Darja Starostina (* 1982), Skilangläuferin
- Nikita Chochlow (* 1983), Fußballspieler
- Maxim Schalmaghambetow (* 1983), Fußballspieler
- Eugen Seiler (* 1984), deutscher Politiker (AfD)
- Anton Tschitschulin (* 1984), Fußballspieler
- Natalja Iwoninskaja (* 1985), Leichtathletin
- Maxim Asowski (* 1986), Fußballspieler
- Änuar Ismagambetow (* 1986), Schachspieler
- Dinara Säduakassowa (* 1996), Schachspielerin
- Alex Mizurov (* 1988), deutscher Skateboarder
- Sultanmurat Miralijew (* 1990), Radsportler
- Mark Starostin (* 1990), Skilangläufer
- Arnold Suew (* 1991), Fußballspieler
- Anastassija Lawrowa (* 1995), Tischtennisspielerin
- Kirill Gerassimenko (* 1996), Tischtennisspieler
- Wadim Pronski (* 1998), Radrennfahrer
- Nurbek Oralbai (* 2000), Boxer
- Wladislaw Prokopenko (* 2000), Fußballspieler
- Angelina Portnowa (* 2001), Fußballtorhüterin
- Sanjar Taschkenbai (* 2003), Boxer